# Mouvaux
Mouvaux är en kommun i departementet Nord i regionen Hauts-de-France i norra Frankrike. Kommunen ligger i kantonen Tourcoing-Sud som tillhör arrondissementet Lille. År 2022 hade Mouvaux 13 239 invånare.

## Befolkningsutveckling
Antalet invånare i kommunen Mouvaux
| Referens: INSEE |